# Канюв (Сілезьке воєводство)
Ка́нюв (пол. Kaniów) — село в Польщі, у гміні Бествіна Бельського повіту Сілезького воєводства.
Населення — 3102 особи (2011).
У 1975—1998 роках село належало до Катовицького воєводства.

## Демографія
Демографічна структура станом на 31 березня 2011 року:
|          | Загалом | Допрацездатний вік | Працездатний вік | Постпрацездатний вік |
| -------- | ------- | ------------------ | ---------------- | -------------------- |
| Чоловіки | 1507    | 319                | 1034             | 154                  |
| Жінки    | 1595    | 296                | 949              | 350                  |
| Разом    | 3102    | 615                | 1983             | 504                  |